# Parafia św. Józefa w Olsztynie
Parafia Świętego Józefa w Olsztynie – rzymskokatolicka parafia w Olsztynie, należąca do archidiecezji warmińskiej i dekanatu Olsztyn Północ. Została utworzona 18 grudnia 1924 (pełne prawa parafialne 19 listopada 1932). Parafię prowadzą księża diecezjalni.